# Tethocyathus recurvatus
Tethocyathus recurvatus is een rifkoralensoort uit de familie van de Caryophylliidae. De wetenschappelijke naam van de soort is voor het eerst geldig gepubliceerd in 1878 door Pourtalès.